# Piaseczna (Tarnowskie Góry)
Piaseczna (niem. Piassetzna) – miejscowość, stanowiąca część miasta Tarnowskie Góry. Obejmuje większą część obszaru dzielnicy Strzybnica. Centrum Piasecznej (dawne siedlisko wsi) znajduje się w rejonie ulic Kombatantów, Proletariackiej, Sudeckiej, Pułaskiego, Jagiellońskiej i początkowego odcinka ul. Kościelnej. Na jej obszarze powstało pięć kolonii.
W Piasecznej znajduje się m.in. budynek dawnego Urzędu Miasta Strzybnica (obecnie przedszkole), a także gmach dawnego Urzędu Hutniczego.

## Kolonie Piasecznej

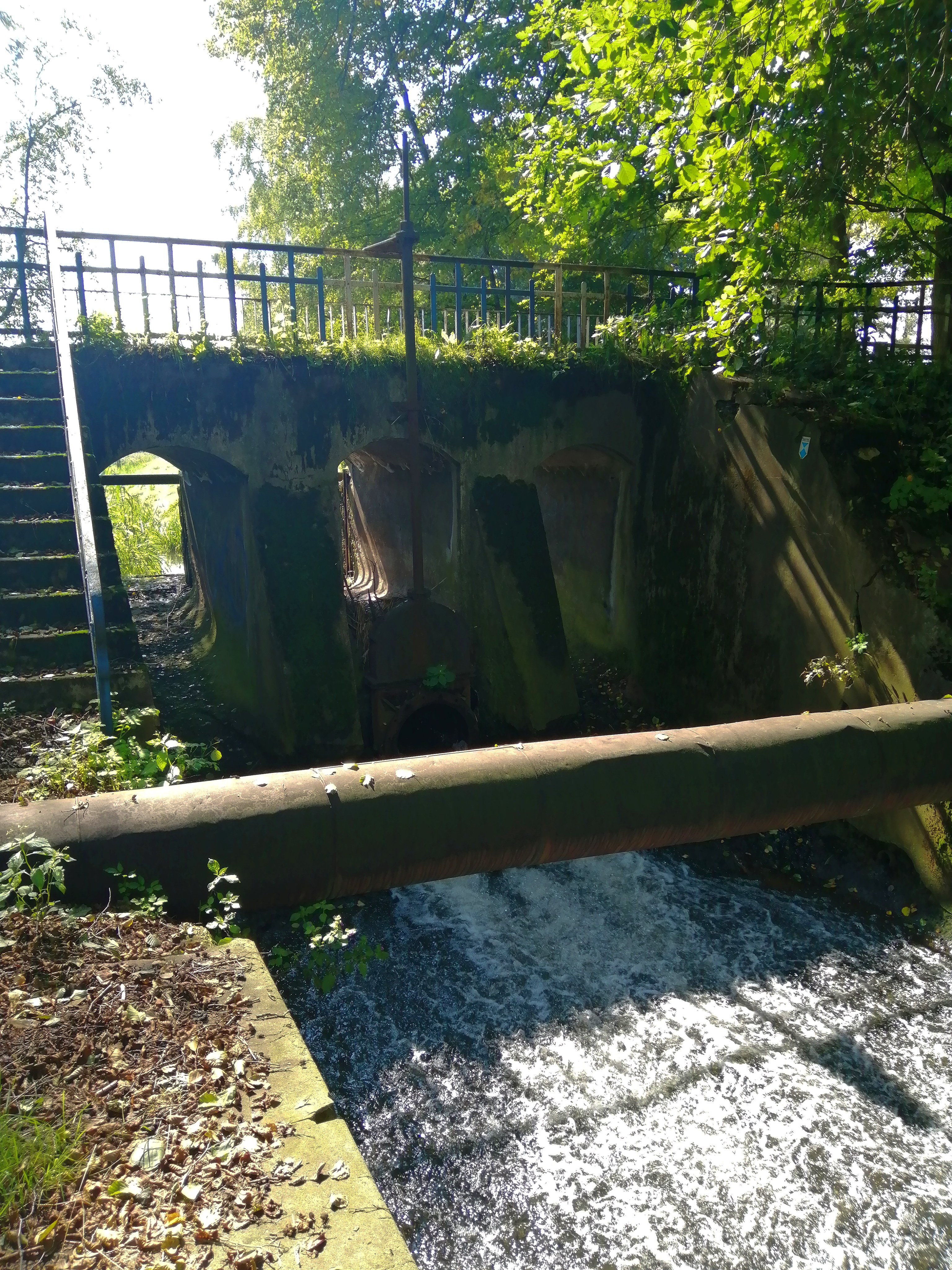
Zabytkowy zespół hydroteczniczny (most, grobla i jaz) na Stole w Kolonii Jezioro

Do Piasecznej należy pięć kolonii:
- Kolonia Piaseczna Wielka[3] (też: Kolonia Wielka; niem. Gr. Kolonie; wcześniej Col. Friedrichshütte) – między Piaseczną a Strzybnicą, na prawym brzegu Stoły. Pierwotnie w obrębie ulic Bolesława Prusa, Piotra Ściegiennego, Husarskiej oraz wschodniego, krótszego odcinka ul. Ludwika Solskiego i przyległego odcinka ul. Kościelnej. Do czasów współczesnych kolonia ta rozrosła się na zachód, obejmując również ulice: Mieczysława Karłowicza, Witolda Rowickiego, Igora Strawińskiego oraz część ul. Ludwika Solskiego na zachód od ul. Bolesława Prusa. Granicę Wielkiej Kolonii ze Strzybnicą stanowi ul. Górna, zaś z Kolonią Jezioro – ul. Karłowicza;
- Kolonia Piaseczna Mała[3] (niem. Kl. Kolonie) – położona daleko na wschodzie, na prawym brzegu Stoły przy skrzyżowaniu ul. Grzybowej z ul. Artura Zawiszy. Domy leżące na lewym brzegu Stoły należą już do Rybnej;
- Kolonia Jezioro (niem. Teichkolonie) – położona na północ od Piasecznej wokół dawnego stawu, na obu brzegach rzeki Stoły. Pierwotnie obejmowała zabudowania przy dzisiejszych ulicach Pionierskiej i Józefa Ignacego Kraszewskiego. Współcześnie kolonia ta rozrosła się na południowy wschód w stronę Wielkiej Kolonii, obejmując ul. Grabową, Dębową, Kossaka, Bronisława Hagera i zachodnią część ul. Solskiego;
- Pustki (niem. Pustki) – dawna leśniczówka na końcu obecnej ulicy Pustki-Leśnictwo.

Na zachód od Kolonii Piasecznej Małej, między ulicami Grzybową, Komuny Paryskiej, Zagórską i Ks. Prałata E. Płonki, położona jest kolonia Rybnej – Kolonia Rybna (niem. Kol. Rybna).

## Historia

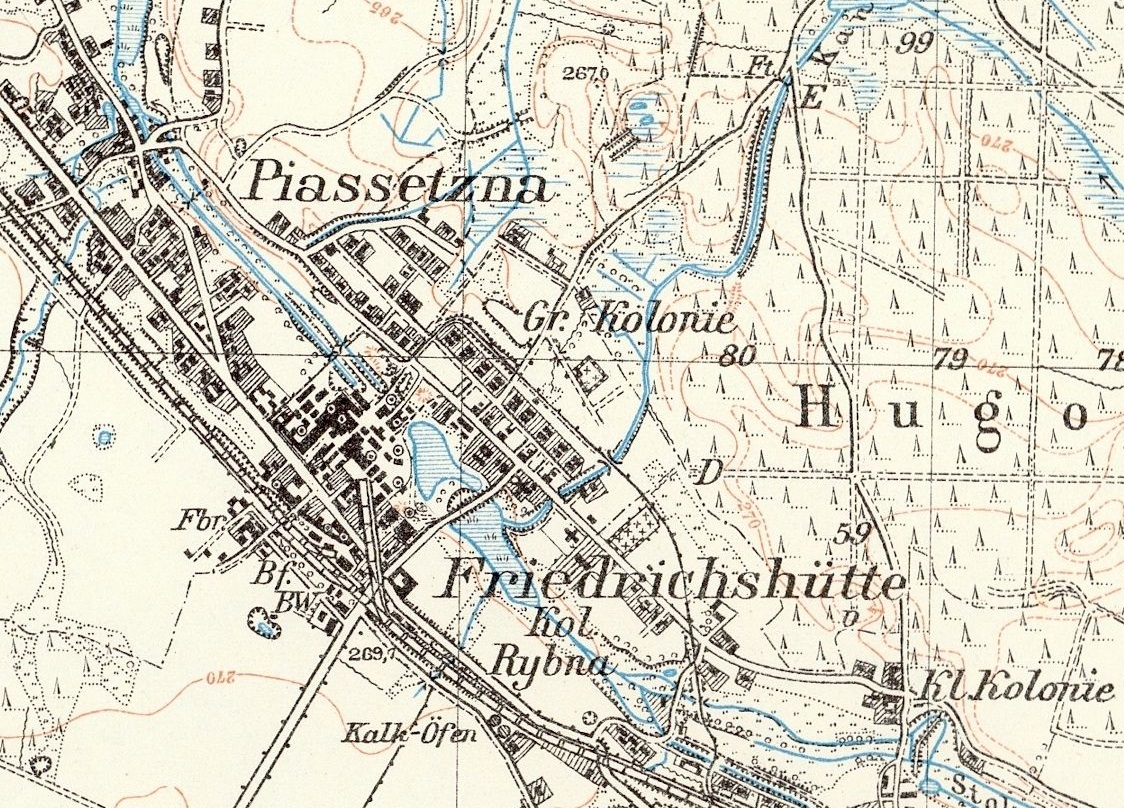
Strzybnica (niem. Friedrichshütte) z Piaseczną (niem. Piassetzna) na fragmencie niemieckiej mapy Górnego Śląska z 1929 roku (na podstawie pruskiej mapy z 1883 roku)

Ślady osadnictwa na terenie Piasecznej datowane są na młodszą epokę kamienną (neolit). Odkrywana licznie podczas badań archeologicznych w latach 20. i 30. XX wieku charakterystyczna ceramika z odciskami sznura jest dowodem, że istniejąca wówczas na obecnym terenie Piasecznej osada rozwijała się w okresie kultury ceramiki sznurowej.
Pierwsza wzmianka historyczna o Piasecznej pochodzi z 1415 roku. Wioska początkowo należała do parafii w Reptach, a następnie do parafii Stare Tarnowice. W 1736 roku Piaseczna pojawia się na mapie księstwa opolskiego autorstwa Iohannesa Wolfganga Wielanda.
W Piasecznej, na miejscu istniejącej od XV wieku kuźnicy (należącej m.in. do Donnersmarcków), w ciągu zaledwie sześciu miesięcy w 1786 roku została zbudowana przez pruski rząd z inicjatywy hrabiego Fryderyka Wilhelma von Redena huta srebra i ołowiu „Fryderyk”. Zakład dał początek nowej miejscowości – Strzybnicy.
Podczas plebiscytu na Górnym Śląsku w 1921 roku, oddano 552 głosy za Polską i 452 za Niemcami. W 1924 roku obszar dworski Strzybnica (obejmujący hutę z kolonią) wcielono do gminy wiejskiej Piaseczna.
Do roku 1928 na terenie Piasecznej znajdowała się placówka straży granicznej, która w wyniku reorganizacji została połączona z placówką „Rybna”, tworząc Placówkę Straży Granicznej I linii „Strzybnica”.
Krótko po wybuchu II wojny światowej we wrześniu 1939, nieustalony oddział niemiecki rozstrzelał na terenie Piasecznej 13 osób, ich zwłoki następnie zakopano w lesie. Ciała zamordowanych ekshumowano po wojnie i pochowano na cmentarzu w Kolonii Rybnej.
W 1945 do gminy Piaseczna włączono gminę Rybna. Rok później siedzibę władz gminy przeniesiono do Strzybnicy, a jej nazwę zmieniono na gmina Strzybnica. W 1954 roku Piaseczna i Strzybnica utworzyły wspólną gromadę, natomiast Rybna wraz z Opatowicami – gromadę Rybna.
W latach 1958–1966 Piaseczna stanowiła część osiedla, a 1967–75 dzielnica miasta Strzybnica, wraz z którym 22 maja 1975 roku została włączona w granice Tarnowskich Gór.
W latach 1975–1998 Piaseczna administracyjnie należała do województwa katowickiego.

## Zabytki

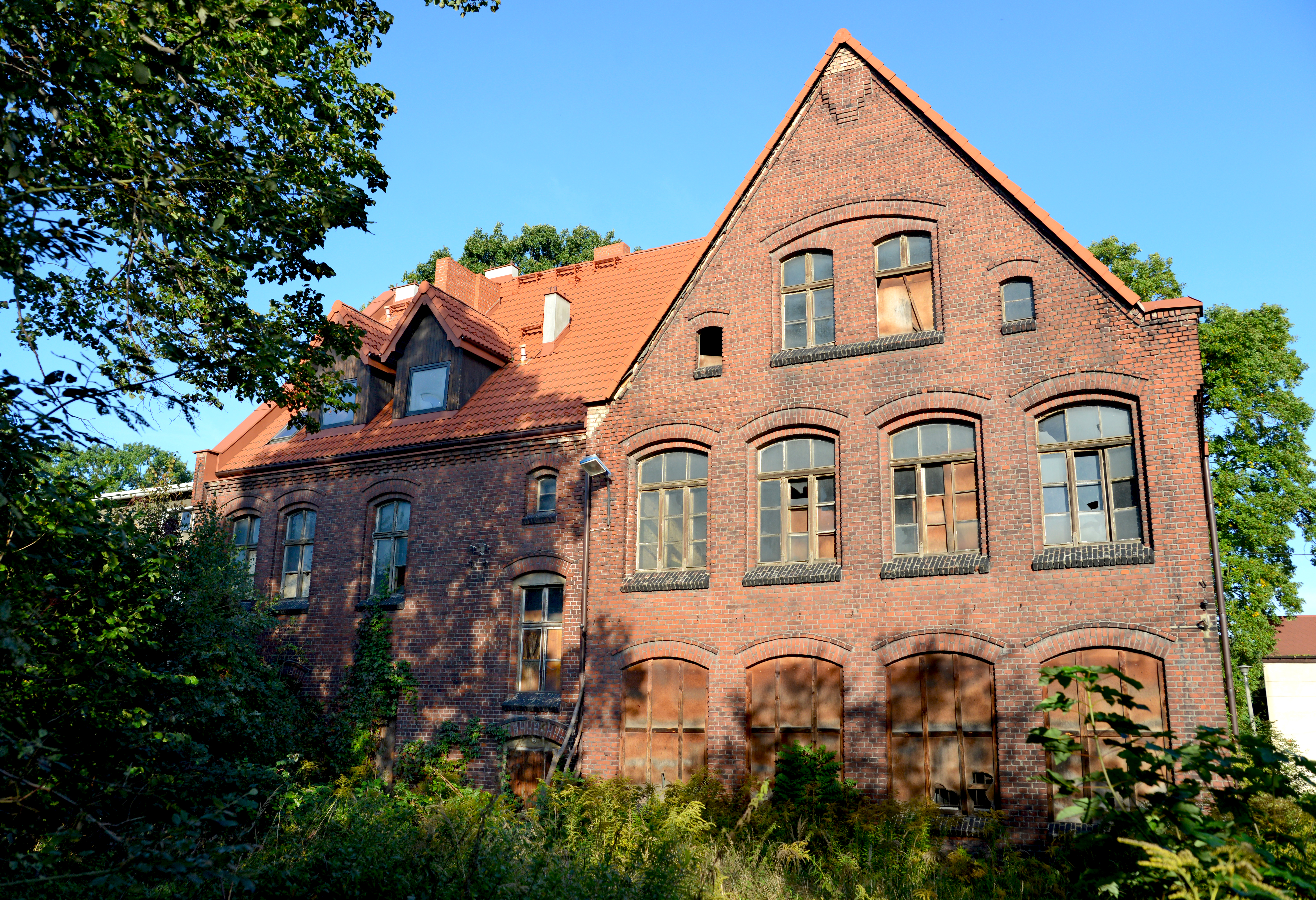
Zabytkowy budynek dawnej szkoły katolickiej z 1890 roku

Na terenie Piasecznej znajdują się dwa obiekty wpisane do rejestru zabytków:
- kaplica Matki Bożej Bolesnej z 1756 roku – w samym środku dawnej wsi Piaseczna, u zbiegu ulic Sudeckiej, Kombatantów, Kościelnej i Generała Pułaskiego (nr rej. A/998/69 z 18 lutego 1969),
- budynek dawnej szkoły katolickiej z 1890 roku – przy ul. Proletariackiej 8 (nr rej. A/319/10 z 2 listopada 2011).